# Distrito rural de Minubar
O distrito rural de Minubar (em persa: دهستان مينوبار) se localiza no distrito de Arvandkenar, no condado de Abadan, da província de Khuzistão, no Irã. No censo de 2006, sua população era de 9 800 habitantes, em 1 927 famílias. O distrito rural possui doze aldeias.